# Bernard Nsayi
Bernard Nsayi (ur. 1943 w Mindouli, zm. 12 lutego 2021 w Rzymie) – kongijski duchowny rzymskokatolicki, w latach 1990-2001 biskup Nkayi.

## Życiorys
Święcenia kapłańskie przyjął 17 czerwca 1971. 7 lipca 1990 został prekonizowany biskupem Nkayi. Sakrę biskupią otrzymał 16 września 1990. 16 października 2001 zrezygnował z urzędu.